# Гебеджели
Гебеджели или Гебеджелия (на гръцки: Κυπαρίσσια, Кипарисия, до 1927 година Γκεπετζελή, Гепеджели) е село в Егейска Македония, Гърция, дем Кукуш (Килкис) на административна област Централна Македония.

## География
Селото е било разположено в южното подножие на планината Круша (Крусия или Дисоро), на 2 km северозападно от Раяново (Вати).

## История

### В Османската империя
През XIX век Гебеджели е село в казата Аврет Хисар (Кукуш) на Османската империя. В „Етнография на вилаетите Адрианопол, Монастир и Салоника“, издадена в Константинопол в 1878 година и отразяваща статистиката на населението от 1873 година, Гебеджлия (Ghebedjlya) е посочено като селище с 15 домакинства, като жителите му са 48 мюсюлмани.
Според статистиката на Васил Кънчов („Македония. Етнография и статистика“) в 1900 година Гебеджели е село в Кукушка каза с 50 жители турци.

### В Гърция
След Междусъюзническата война Гебеджели попада в Гърция. Боривое Милоевич пише в 1921 година („Южна Македония“), че Кебеджели (Кебеџели) има 27 къщи турци. Турското му население се изселва в Турция по силата на Лозанския договор и на негово място са настанени гърци бежанци. Селото е прекръстено на Кипарисия. В 1928 година селото е представено като чисто бежанско с 11 бежански семейства и 28 души общо. Селото се разпада, като населението му се изселва в Раяново.
| Година    | 1913 | 1920 | 1928 | 1940 | 1951 | 1961 | 1971 | 1981 | 1991 | 2001 | 2011 | 2021 |
| --------- | ---- | ---- | ---- | ---- | ---- | ---- | ---- | ---- | ---- | ---- | ---- | ---- |
| Население | 97   | 75   | 14   |      |      |      |      |      |      |      |      |      |